# Metropolitanska železnica
Metropolitanska železnica (angleško Metropolitan Railway, znana tudi samo kot Met) je bila železniški sistem, ki je med leti 1863 in 1933 oskrboval mesto London. Glavna linija je potekala od mestnega jedra (londonskega Cityja) proti severozahodu, kjer so zdaj predmestja predela Middlesex. Prva proga je povezovala City s končnima postajama državnega železniškega omrežja King's Cross in Paddington; del te so zgradili v predoru pod cesto New Road in ob ulici Farringdon do okrožja Smithfield. Ob otvoritvi 10. januarja 1863 je postala prva proga podzemne železnice na svetu.
Po Metropolitanski železnici so sprva vozili vlaki s parnimi lokomotivami in vagoni s plinsko razsvetljavo, v začetku 20. stoletja pa so jo elektrificirali. Prvotno progo so v desetletjih od izgradnje večkrat podaljšali in zgradili odcepe proti drugim delom mesta severno od Temze. Izboljšane potniške povezave so bistveno pripomogle k razvoju predmestij v tem delu Londona.
Vzporedno z Metropolitansko železnico so konec 19. in v začetku 20. stoletja druga podjetja, opogumljena z njenim finančnim uspehom, gradila konkurenčne proge, predvsem v vzhodnejših predelih Londona. Leta 1908 se je Metropolitanska železnica pridružila skupni blagovni znamki UNDERGROUND. Leta 1933 se je združila s podjetjem Underground Electric Railways Company of London, ki je imelo v lasti tri druge proge londonske podzemne železnice, in londonskimi tramvajskimi ter avtobusnimi podjetji v Upravo za potniški promet Londona. Poenoteni sistem podzemnih prog je zdaj znan kot Londonska podzemna železnica (London Underground), ki še vedno uporablja tudi postaje in proge nekdanje Metropolitanske železnice.